# Дехивала-Маунт-Лавиния
Дехива́ла-Ма́унт-Лави́ния — город на Шри-Ланке. Расположен на территории Западной провинции и округа Коломбо. Население — 219 827 чел. (по оценке 2007 года).
Город возник в результате объединения Дехивалы и Маунт-Лавинии. Здесь расположен Национальный зоологический сад Шри-Ланки.

## Климат
Город расположен на юго-западе страны, на берегу Индийского океана. Климат экваториальный.
| Показатель                                                                                    | Янв. | Фев. | Март | Апр. | Май | Июнь | Июль | Авг. | Сен. | Окт. | Нояб. | Дек. | Год  |
| --------------------------------------------------------------------------------------------- | ---- | ---- | ---- | ---- | --- | ---- | ---- | ---- | ---- | ---- | ----- | ---- | ---- |
| Средний суточный максимум, °C                                                                 | 31   | 31   | 32   | 32   | 31  | 30   | 30   | 30   | 30   | 30   | 30    | 30   | 30,6 |
| Средний суточный минимум, °C                                                                  | 22   | 23   | 24   | 24   | 25  | 25   | 25   | 25   | 25   | 24   | 23    | 23   | 24,0 |
| Норма осадков, мм                                                                             | 55   | 74   | 136  | 250  | 382 | 186  | 124  | 116  | 236  | 371  | 306   | 166  | 2402 |
| Температура воды, °C                                                                          | 28   | 28   | 29   | 30   | 29  | 28   | 27   | 27   | 27   | 28   | 28    | 28   | 28,1 |
| Источник: http://www.worldclimateguide.co.uk/climateguides/srilanka/mountlavinia-dehiwala.php |      |      |      |      |     |      |      |      |      |      |       |      |      |

## Население
Население города стабильно растёт: если в 1981 году в Дехивала-Манут-Лавинии проживало 173 529 человек, а в 2001 году — 210 546 человек, то в 2007 — 219 827.

## Административное деление
В административном плане город разделён на 7 округов:
- Дехивала
- Маунт-Лавиния
- Аттидья
- Калубовила
- Кохувела
- Недимала
- Ратмалана

## Галерея

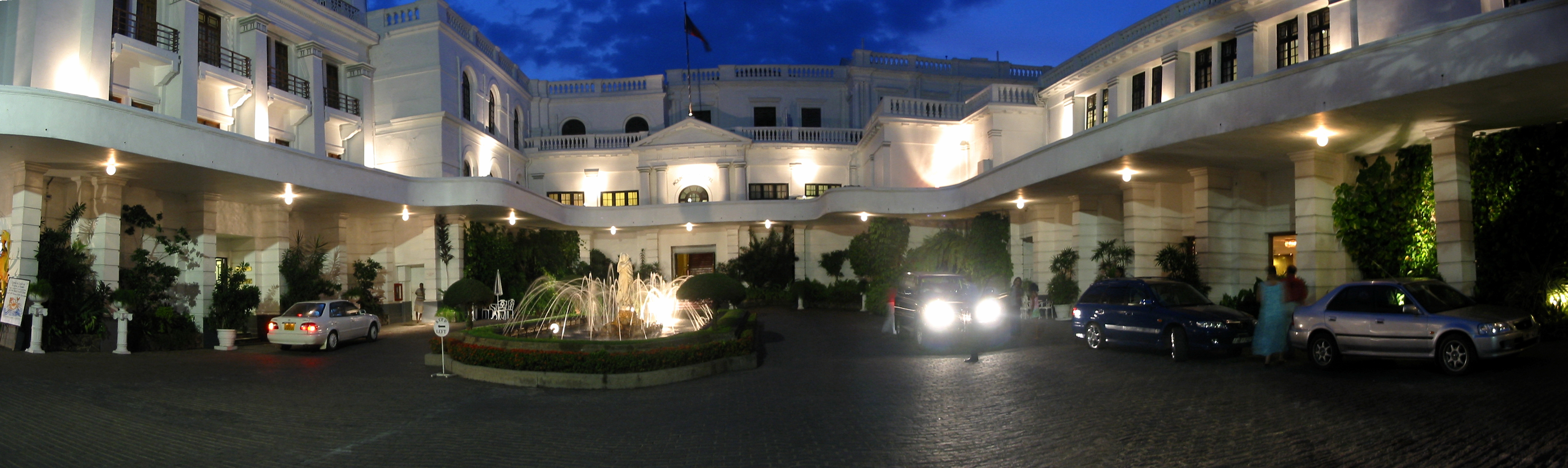
Один из городских отелей

Пляж при отеле